# HD 125658
HD 125658，又名BD+31 2605，SAO 64074、HR 5374，是一颗恒星，视星等为6.44，位于銀經47.84，銀緯70.32，其B1900.0坐标为赤經14h 15m 46.2s，赤緯+30° 70.32′ 17″。